# Frans G. Liljenroth
Frans Georg Liljenroth, född 8 juni 1881 i Övraby socken i Skåne, död 26 december 1960 i Stockholm, var en svensk ingenjör och industriman.
Frans Liljenroth var son till kyrkoherden Wilhelm Liljenroth och brorson till överste Georg Liljenroth. Efter mogenhetsexamen vid Lunds högre allmänna läroverk 1900 blev han elev vid Kungliga Tekniska högskolan och avlade avgångsexamen från dess fackavdelning för elektroteknik 1904. Liljenroth var provrums- och beräkningsingenjör vid ASEA i Västerås 1905-1913 och konstruktions- och tillverkningschef där 1914-1916. 1912-1916 var han konsulterande ingenjör vid Norsk Hydro-elektrisk kvælstof A/S och 1916-1920 anställd hos Du Pont Company i Wilmington, Delaware. Liljenroth var 1920-1926 anställd vid AB Emissionsinstitutet och därefter från 1926 vid AB Investor. 1928-1957 var han direktör och styrelseledamot i Investor och var 1948-1957 företagets VD. Han var därtill ledamot av styrelsen för AB Electro-Invest 1929-1957, ledamot av styrelsen för Atlas Diesel/Atlas Copco AB 1932-1955 (1934-1955 som vice ordförande). Liljenroth var även ledamot av styrelsen för AB Förenade Svenska Tändsticksfabrikerna, Vulcans tändsticksfabrik, Svenska ackumulator AB Jungner, Svenska Diamantbergborrnings AB, AB Svenska järnvägsverkstäderna/ASJ, Svenska Oljeslageriaktiebolaget, danska A/S Nordisk Fjærfabrik, tyska Plantagengesellschaft Clementina och luxemburgska Instor SA.